# Wat Chaiwatthanaram
Wat Chaiwatthanaram (en tailandés:วัดไชยวัฒนาราม) es un templo budista en Ayutthaya, Tailandia. Fue seleccionado por la UNESCO como patrimonio en 1991.

## Ubicación
Wat Chaiwatthanaram está situada en el oeste del río Chao Phraya. Se puede llegar por carretera o en barco.

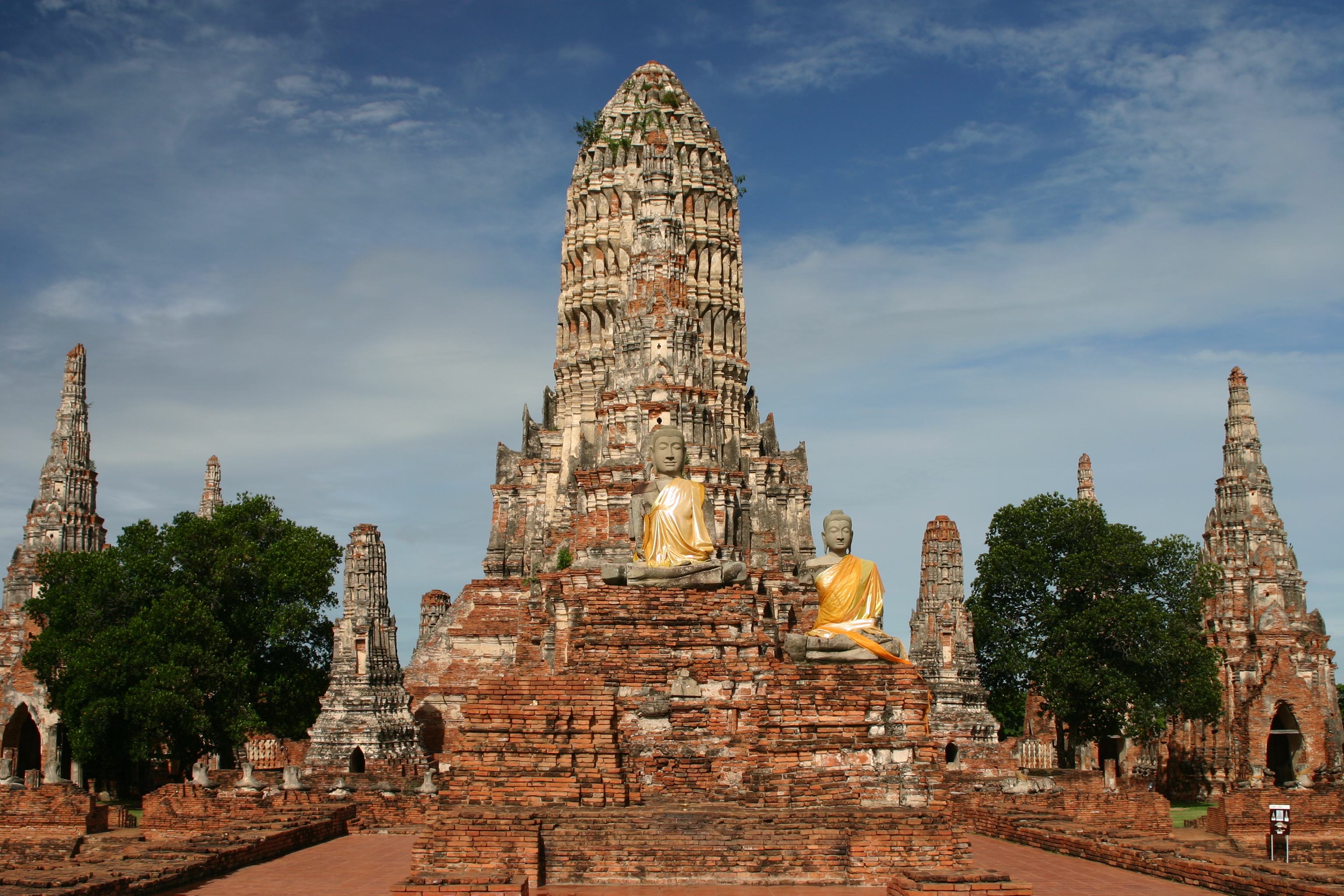
Wat Chaiwatthanaram de día

## Historia
El templo fue construido en 1630 por el rey Prasat Thong como el primer templo de su reinado, como recuerdo de su madre, residente en esa zona. El nombre del templo significa literalmente el templo del largo y glorioso reinado. Fue diseñado en estilo Jemer Pahaprangprathan que era el estilo preponderante en la época.
Cuenta con una torre central de 35 metros de altura en la pagoda, de estilo camboyano, con cuatro pequeñas pagodas.
Toda la construcción se alza sobre una plataforma rectangular.
La plataforma central está rodeada de ocho pagodas, que están conectadas con un pasaje rectangular en forma de cruz. El pasaje estaba originalmente cubierto y se abrían hacía adentro; hoy las bases de los pilares y la pared exterior siguen en pie. A lo largo de la pared, había 120 estatuas de Buda sentado, probablemente pintado en negro y oro.
Fuera de los pasajes, en el este, cerca del río estaba la sala del templo de la predicción llamada Phra Ubosot(en tailandés: พระอุโบสถ์). Al norte de Phra Ubosot había dos pagodas con doce esquinas de sangría en tailandés llamadas Chedi Mum Sib Song.

## Uso
Wat Chaiwatthanaram fue un templo real donde el rey celebró ceremonias budistas, se utilizaba como residencia de los reyes y para la cremación real de Chaofa Thammathibet.

## Símbolo
La estructura Wat Chaiwatthanaram refleja la visión budista del mundo, como se describe en el Traiphum Phra Ruang, los tres mundos del Rey Ruang del siglo XlV. Prang Parthan que se encuentra en el centro símbolo, la montaña Meru (en tailandés: เขาพระสุเมรุ), que consiste en el eje central del mundo tradicional Kamaphum. A su alrededor se encuentran los cuatro continentes. En uno de los continentes llamado Chomphutawip viven los humanos. El pasaje rectangular es el borde exterior del mundo, las Montañas de Hierro.
- Datos: Q2063779
- Multimedia: Wat Chaiwatthanaram / Q2063779